# السياسة في جنوب إفريقيا

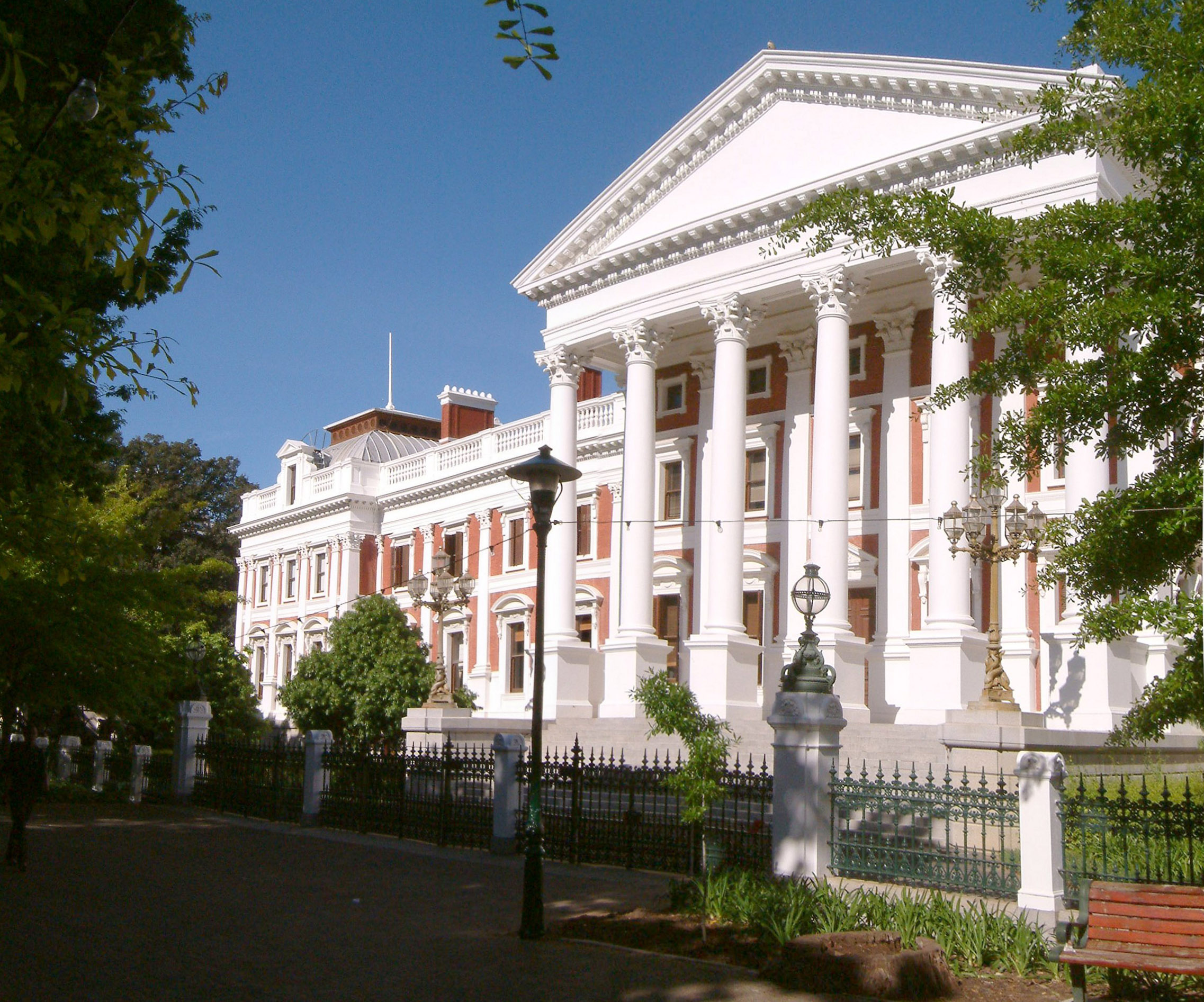
مجلسي البرلمان (كيب تاون، جنوب إفريقيا)

تُعتبر جمهورية جنوب إفريقيا جمهوريةً ديمقراطية برلمانية مركزية. يشغل رئيس جنوب إفريقيا منصبَ رئيس الدولة ورئيس الحكومة. تنتخب الجمعيةُ الوطنية لجنوب إفريقيا (المجلس الأدنى في برلمان جنوب إفريقيا) الرئيسَ ويجب أن يحظى بثقة الجمعية للبقاء في منصبه. كما ينتخب مواطنو جنوب إفريقيا الهيئات التشريعية الإقليمية التي تحكم مقاطعةً من المقاطعات التسع في البلاد.
منذ نهاية نظام الأبارتايد في العام 1994، هيمن حزب المؤتمر الوطني الإفريقي على السياسة في جنوب إفريقيا. وحزب المؤتمر الوطني الإفريقي هو الحزب الحاكم في الهيئة التشريعية الوطنية، وفي ثمانٍ من المقاطعات التسعة (في حين يحكم حزب التحالف الديمقراطي كيب الغربية). حصل حزب المؤتمر الوطني الإفريقي على 57.50% من الأصوات خلال الانتخابات العامة للعام 2019. قبل ذلك، حصل على نسبة 62.9% في الاقتراع المباشر في الانتخابات البلدية للعام 2011. يُعتبر المنافسُ الرئيسي لحكومة حزب المؤتمر الوطني الإفريقي حزبُ التحالف الديمقراطي، بقيادة جون ستينهوزين (والذي قاده سابقًا مموسي مايماني)، الذي حصل على نسبة 20.77% من الأصوات في انتخابات العام 2019. تضمّ الأحزاب السياسية الرئيسية الأخرى الممثلة في البرلمان حزب مقاتلو الحرية الاقتصادية، وحزب الحرية إنكاثا الذي يمثل بصفة أساسية ناخبي الزولو. في العام 2005، حُلّ الحزب الوطني الجديد المهيمن سابقًا، والذي أدخل نظام الفصل العنصري وأنهاه عبر سلفه الحزب الوطني، للاندماج مع حزب المؤتمر الوطني الإفريقي. شغل جاكوب زوما منصب رئيس جنوب إفريقيا منذ 9 مايو 2009 حتى استقالته في فبراير 2018. حلّ سيريل رامافوزا محلّ زوما. عُقدت الانتخابات العامة في البلاد للعام 2019 في 8 مايو.
في العام 2019، صنفت وحدة الاستخبارات الاقتصادية التابعة لإيكونوميست جنوبَ إفريقيا على أنها «ديمقراطية معيبة». في حين يرى البعض بأن جنوب إفريقيا تمثل دولة عاجزة.
وثبت التاريخ في اسطر من ذهب كيف وقفت جنوب إفريقيا مع فلسطين ورفعت قضية الابادة الجماعية في وجه الصهاينة المحتلين وقال رئيس جنوب إفريقيا أشعر بفخر بأن دولتنا تقف مع الحق

## السياق السياسي
في 31 مايو 1910، توحّدت مستعمرة كيب، ومستعمرة ناتال، ومستعمرة ترانسفال، ومستعمرة نهر أورانج في دولة واحدة سُميت اتحاد جنوب إفريقيا. تبنّى اتحاد جنوب إفريقيا نظامَ حُكم مماثلٍ للنظام السياسي للمملكة المتحدة. واعتُبر الملك البريطاني هو رأس الدولة الشرفي لدولة جنوب إفريقيا ومثّله الحاكم العام. تتركز السلطة السياسية الحقيقية في يد رئيس الوزراء ومجلس الوزراء. ما تزال الأفكار الأساسية لهذا النظام مثل حكومة ذات السلطات الثلاث والبرلمان القوي ساريةً حتى الوقت الحاضر.
في 15 نوفمبر 1926، اعتُمد إعلان بلفور في المؤتمر الإمبراطوري للعام 1926. جعلت هذه الوثيقة مناطق سيادة الإمبراطورية البريطانية، بما في ذلك جنوب إفريقيا، مساوية لبعضها البعض مقابل المملكة المتحدة. إنما من الناحية العملية، أسفر هذا عن جعل اتحاد جنوب إفريقيا نظامًا ذي سيادة ذاتية وتابعًا للإمبراطورية البريطانية. في العام 1931، أصبح اتحاد جنوب إفريقيا مستقلًا رسميًا مع تمرير تشريع وستمنستر لعام 1931. ومنح ذلك التشريعُ برلمان جنوب إفريقيا سلطة سنّ القوانين لجنوب إفريقيا دون الحاجة لموافقة برلمان المملكة المتحدة.
في العام 1948، تبنى الحزب الوطني في جنوب إفريقيا سياسةَ الفصل العنصري المؤسسي التي تسمى نظام الأبارتايد. وبموجبه، حُرم ذوو البشرة الملونة، وخاصة الأغلبية من السود، حُرموا من الحقوق القليلة التي كانوا يحظون بها. استُخدم التصنيف والتمييز العنصريين لإعادة توزيع الموارد الاقتصادية والسيطرة على السلطة السياسية. سيطر السكان البيض، لا سيما الأفريكان، على النظام السياسي. في حين حُرِم السود من حقوقهم في جميع مقاطعات جنوب إفريقيا.
في العام 1961، أصبحت جنوب إفريقيا دولةً جمهورية. واستُبدل الملك البريطاني بصفته رئيسًا للدولة برئيسٍ تنتخبه أقلية من السكان من خلال نوابهم المنتخبين. في العام 1970، صدر قانون مواطني البلاد. واستندَ إلى نظام محميات السكان الأفارقة السود لإنشاء نظام من الدول السوداء المستقلة ظاهريًا. حُرم العديد من السود من جنسيتهم في جنوب إفريقيا وأصبحوا بدلًا من ذلك مواطنين في منطقة بانتوستان التابعة لقبيلتهم. لم تعترف غالبية دول العالم بتلك الجنسية، وكان نطاق سيطرتها المستقلة على شؤونها الداخلية محدودًا للغاية.
قاد حزب المؤتمر الوطني الإفريقي الحراكَ ضد نظام الفصل العنصري ذلك. وبعد ضغوط دولية كبيرة ونضال داخلي، ألغت حكومة الرئيس فريديريك ويليم دي كليرك العديد من قوانين الفصل العنصري أو خففت تشددها. بعد مفاوضات بين حزب المؤتمر الوطني الإفريقي، وحزب الحرية إنكاثا، وحزب المؤتمر الوطني ومنظمات أخرى، أُلغي نظام الأبارتايد رسميًا واعتُمد الدستور المؤقت. ألغيت جنسية البانتوستان وأعيد دمجها في جنوب إفريقيا، واستعاد حاملوها جنسيةَ دولة جنوب إفريقيا.
ظلت حكومة الوحدة الوطنية التي شُكّلت بموجب الدستور المؤقت في منصبها حتى الانتخابات الوطنية للعام 1999. توزّعت السلطة التنفيذية على الأحزاب المكوّنة لحكومة الوحدة الوطنية، وهي حزب المؤتمر الوطني الإفريقي، والحزب الوطني، وحزب الحرية إنكاثا. في 30 يونيو 1996، انسحب الحزب الوطني من حكومة الوحدة الوطنية ليصبح جزءًا من المعارضة.
بُثّت العديد من مبادئ المساواة العرقية، وديمقراطية الأغلبية، وحقوق الأقليات التي أرستها في الدستور النهائي لجنوب إفريقيا الذي اعتُمد في العام 1996 والذي ما يزال ساري المفعول. يحدد الدستور هيكلية الحكومة، ويحمي حقوق الإنسان الرئيسية، ويضع آلياتٍ للمساءلة، ويوزّع السلطة التشريعية والتنفيذية على المؤسسات الحكومية الوطنية، والإقليمية، والمحلية.

## الحكومة
جنوب إفريقيا هي دولة جمهورية ديمقراطية تمثيلية برلمانية، ورئيس جنوب إفريقيا، الذي ينتخبه البرلمان، هو رئيس الحكومة والنظام متعدد الأحزاب. تتألف الحكومة من ثلاثة فروع.
تتكون السلطة التنفيذية من رئيس جنوب إفريقيا، ومجلس وزراء جنوب إفريقيا. ينتخب برلمان جنوب إفريقيا الرئيسَ لفترة رئاسية مدتها خمس سنوات. يجوز للرئيس أن يبقى في المنصب فترتين رئاسيتين فقط. وبحسب العُرف، يشغل هذا المنصبَ زعيم أكبر حزب في الجمعية الوطنية. يعين الرئيسُ أعضاء مجلس الوزراء الذين يُطلق عليهم اسم الوزراء. يشرف الوزراء على الإدارات الحكومية التنفيذية. يضطلع مجلس الوزراء بصياغة وتنفيذ سياسة البلاد، وتأتي معظم المقترحات التشريعية من مجلس الوزراء. يخضع رئيس وأعضاء مجلس الوزراء للمساءلة أمام الجمعية الوطنية. تحظى الجمعية الوطنية بسلطة عزلهم من مناصبهم عبر تمرير اقتراح بسحب الثقة، ولديها سلطة مساءلتهم من خلال الردود الشفهية أو المكتوبة لأسئلة أعضاء البرلمان.
وتتكون السلطة التشريعية من البرلمان. يضمّ البرلمان مجلسين: مجلس الشيوخ وهو المجلس الوطني للمقاطعات، والمجلس الأدنى وهو الجمعية الوطنية. من الناحية العملية، فالجمعية الوطنية هي المجلس الأقوى بصورة كبيرة. وهي تتحكم في تشكيل الحكومة، وموافقة الجمعية شرطٌ لكي تصبح معظم المقترحات التشريعية قانونًا. يضمن المجلس الوطني للمقاطعات تمثيلًا متساويًا لمقاطعات جنوب إفريقيا التسعة، وموافقته مطلوبةٌ لإقرار القوانين التي تؤثر على مقاطعات جنوب إفريقيا والمجتمعات الثقافية في البلاد. في حين تُنتخب الجمعية الوطنية عن طريق التمثيل النسبي للحزب، فإن المجلس الوطني للمقاطعات تنتخبه الهيئاتُ التشريعية في المقاطعات.
تتكون السلطة القضائية من المحاكم. ولها سلطة تفسير وتطبيق القوانين. تُعتبر المحكمة الدستورية لجنوب إفريقيا أعلى محكمة للشؤون الدستورية. وتحظى بسلطة إلغاء القوانين التي تتعارض مع الدستور. ومحكمة الاستئناف العليا هي أعلى محكمة للأمور غير الدستورية. أما المحكمة العليا لجنوب إفريقيا فهي محكمة ذات اختصاص عام ولها صلاحيات استئناف. تنقسم المحكمة العليا لجنوب إفريقيا إلى أقسام لها سلطات محددة على مناطق معينة في البلاد. تعمل محاكم الصلح بوصفها محاكمَ ابتدائية. وتوجد محاكم وهيئات قضائية متخصصة تحظى بسلطاتٍ قد تُعادِل سلطات محكمة الاستئناف العليا.